# ГЕС Массон
ГЕС Массон – гідроелектростанція у канадській провінції Квебек. Знаходячись після ГЕС Dufferin (37,3 МВт), становить нижній ступінь каскаду на Rivière du Lièvre, лівій притоці річки Оттава, котра в свою чергу є лівою притокою річки Святого Лаврентія, що дренує Великі озера.
В межах проекту річку перекрили бетонною гравітаційною греблею Rhéaume висотою 17 метрів та  довжиною 270 метрів, яка утримує невелике водосховище з площею поверхні 0,5 км2 та об’ємом 1,7 млн м3. Звідси по лівобережжю проклали дериваційний тунель довжиною 1,5 км з діаметром 7,5 метра, який на завершенні сполучений з двома вирівнювальними резервуарами баштового типу. Основне обладнання станції становлять чотири турбіни типу Френсіс потужністю по 26 МВт, котрі використовують напір у 56 метрів. Відпрацьована вода одразу потрапляє назад у річку.
Видача продукції відбувається по ЛЕП, розрахованій на роботу під напругою 120 кВ.